# Listă de mărci de automobile
Aceasta este o listă alfabetică a mărcilor de automobile împărțită pe continente:

## Africa

### Africa de Sud
- Badsey (1981-1983)
- Birkin (1982-present)
- GSM (1958-1964)
- Hayden (1998-present)
- Interstate (1980-c.1985)
- Libra (1990s)
- Protea (1957-1958)
- Ranger (1968-1973)

### Angola
- Zhongji

### Botswana
- Harper (2006)

### Côte d'Ivoire
- Baby-Brousse (1963-1979)

### Egipt
- Arab American Vehicles
- Egy-Tech (2010-present)
- Ghabbour Group
- MCV Egypt
- Nasr (1960-2008)
- Ramses (1959-1973)
- Watania Automotive Manufacturing Company

### Madagascar
- Karenjy (1985-1988)

### Maroc
- Laraki
- Menara (1993-prezent)
- Réac
- Somaca

### Namibia
- URI (c. 1997-prezent)

### Swaziland
- Interstate (1978-1980)

## Asia,EuropașiAmerica de Nord
- Acura
- Aixam
- Alfa Romeo
- Aro
- Aston Martin
- Audi
- Bentley
- BMW
- Buick
- Bugatti
- Cadillac
- Chaika
- Chevrolet
- Citroen
- Dacia
- Daewoo
- Daihatsu
- Daimler Chrysler
- De Tomaso
- Dodge
- Eagle
- EMW
- Ferrari
- Fiat
- Ford
- General Motors
- GMC
- Holden
- Honda
- Hummer
- Hyundai
- Infiniti
- Isuzu
- Jaguar
- Jeep
- Kia
- Lada
- Lamborghini
- Lancia
- Land Rover
- Lexus
- Ligier
- Lincoln
- Maserati
- Mazda
- Mercedes-Benz
- Mercury
- MG
- Mitsubishi
- Mini
- Morgan
- Nissan
- Oldsmobile
- Oltcit
- Opel
- Pagani
- Peugeot
- Plymouth
- Pontiac (automobil)
- Porsche
- Range Rover
- Renault
- REVA
- Rolls-Royce
- Rover
- Saab
- Saleen
- Saturn
- Seat
- Skoda
- Smart
- SsangYoung
- Subaru
- Suzuki
- Tata
- Tesla
- Toyota
- Trabant
- TVR
- UAZ
- Vauxhall
- Volga
- Volkswagen
- Volvo
- Wartburg